# Évêque de Chichester
L'évêque de Chichester est le prélat de l'Église d'Angleterre qui se trouve à la tête du diocèse de Chichester. Son siège est la cathédrale de Chichester.

## Histoire

Les diocèses d'Angleterre au Xe siècle.

Chassé de Northumbrie, Wilfrid arrive dans le royaume des Saxons du Sud vers 680. À cette date, le Sussex est le dernier royaume païen d'Angleterre, bien que son roi Æthelwealh se soit récemment converti à l'instigation de Wulfhere de Mercie. Æthelwealh offre des terres autour de Selsey à Wilfrid, qui y fonde un monastère et y joue le rôle d'un évêque, sans avoir été sacré.
Wilfrid retourne en Northumbrie vers 685, et le Sussex est rattaché au diocèse de Winchester. L'évêché des Saxons du Sud est recréé entre 706 et 716 à partir du monastère fondé par Wilfrid. L'abbé Eadberht en devient le titulaire.

Le siège épiscopal est déplacé à Chichester vers 1075, à la suite du concile de Londres, qui décrète que les évêchés doivent avoir pour siège des cités ou des grandes villes. 

## Liste des évêques de Chichester

### Évêques de Selsey
| Début           | Fin             | Nom            | Remarques                                                           |
| --------------- | --------------- | -------------- | ------------------------------------------------------------------- |
| vers 680        | vers 685        | Wilfrid        |                                                                     |
| vers 685        | 706 × 716       | Siège vacant.  | Siège vacant.                                                       |
| 706 × 716       | 716 × 731       | Eadberht       | Abbé de Selsey.                                                     |
| 716 × 731       | avant 731       | Eolla          |                                                                     |
| 733             | 747 × 765       | Sigeferth      |                                                                     |
| 747 × 765       | 747 × 765       | Aluberht       |                                                                     |
| 747 × 765       | 772 × 780       | Oswald         |                                                                     |
| 772 × 780       | 781 × 786       | Gislhere       |                                                                     |
| 781 × 786       | 786 × 789       | Tota           |                                                                     |
| 786 × 789       | 805 × 811       | Wiohthun       |                                                                     |
| 805 × 811       | 816 × 824       | Æthelwulf      |                                                                     |
| 816 × 824       | 839 × 845       | Cynered        |                                                                     |
| 839 × 845       | après 860 × 863 | Guthheard      |                                                                     |
| après 860 × 863 | avant 900       | Siège vacant ? | Siège vacant ?                                                      |
| avant 900       | 909 × 925 ?     | Wighelm        | Ne figure pas dans les listes épiscopales.                          |
| 909 × 925 ?     | 930 × 931       | Beornheah      |                                                                     |
| 930 × 931       | 940 × 943       | Wulfhun        |                                                                     |
| 940 × 943       | 953 × 956       | Alfred         |                                                                     |
| 953 × 956       | 956 × 963       | Byrhthelm      | Ne figure pas dans les listes épiscopales. Transféré à Winchester ? |
| 956 × 963       | 979 × 980       | Eadhelm        |                                                                     |
| 2 mai 980       | 988             | Æthelgar       | Abbé de New Minster. Transféré à Cantorbéry.                        |
| 988 × 990       | 1007 × 1009     | Ordbriht       | Abbé de Chertsey.                                                   |
| 1007 × 1011     | 1031 × 1032     | Ælfmær         | Abbé de Tavistock.                                                  |
| 1032            | novembre 1038   | Æthelric Ier   |                                                                     |
| 1039            | 1047            | Grimketel      |                                                                     |
| 1047            | 1058            | Heca           |                                                                     |
| 1058            | mai 1070        | Æthelric II    | Déposé.                                                             |
| 1070            | vers 1075       | Stigand        | Déplace le siège épiscopal à Chichester vers 1075 ; mort en 1087.   |
| Sources : ,     |                 |                |                                                                     |

### Avant la Réforme
- 1075-1087 : Stigand
- 1088 : Godefroi
- 1091-1123 : Ralph de Luffa
- 1125-1145 : Seffrid Pelochin
- 1147-1169 : Hilaire (en)
- 1173-1180 : John de Greenford
- 1180-1204 : Seffrid
- 1204-1207 : Simon de Wells
- 1209-1214 : Nicholas de Aquila (élection annulée)
- 1215-1217 : Richard Poore
- 1217-1222 : Ranulf de Wareham
- 1224-1244 : Ralph Neville
- 1244 : Robert Passelewe (élection annulée)
- 1244-1253 : Richard de Wych (canonisé)
- 1253-1262 : John Climping
- 1262-1287 : Stephen Bersted
- 1288-1305 : Gilbert de St Leonard
- 1305-1337 : John Langton (évêque)
- 1337-1362 : Robert de Stratford
- 1362-1368 : William Lenn
- 1369-1385 : William Reade
- 1386-1389 : Thomas Rushhook
- 1390-1395 : Richard Mitford
- 1395-1396 : Robert Waldby
- 1396-1415 : Robert Reed
- 1417 : Stephen Patrington
- 1418-1420 : Henry Ware
- 1421 : John Kemp
- 1421-1426 : Thomas Polton
- 1426-1429 : John Rickingale
- 1429 : Thomas Brunce (élection annulée)
- 1430-1438 : Simon Sydenham
- 1438-1445 : Richard Praty
- 1446-1450 : Adam Moleyns
- 1450-1459 : Reginald Pecock (déposé)
- 1459-1477 : John Arundel
- 1478-1503 : Edward Story
- 1503-1506 : Richard FitzJames
- 1508-1536 : Robert Sherborne

### Pendant la Réforme
- 1536-1543 : Richard Sampson
- 1543-1551 : George Day (déposé)
- 1552-1553 : John Scory
- 1553-1556 : George Day (rétabli)
- 1557-1558 : John Christopherson

### Depuis la Réforme
- 1559-1568 : William Barlow
- 1570-1582 : Richard Curteys
- 1586-1596 : Thomas Bickley
- 1596-1605 : Anthony Watson
- 1605-1609 : Lancelot Andrewes
- 1609-1619 : Samuel Harsnett
- 1619-1628 : George Carleton
- 1628-1638 : Richard Montagu
- 1638-1641 : Brian Duppa
- 1642-1646 : Henry King
- 1646-1660 : siège aboli
- 1660-1669 : Henry King (rétabli après la Restauration)
- 1670-1675 : Peter Gunning
- 1675-1678 : Ralph Brideoake
- 1679-1685 : Guy Carleton
- 1685-1689 : John Lake
- 1689-1691 : Simon Patrick
- 1691-1696 : Robert Grove
- 1696-1709 : John Williams
- 1709-1722 : Thomas Manningham
- 1722-1724 : Thomas Bowers
- 1724-1731 : Edward Waddington
- 1731-1740 : Francis Hare
- 1740-1754 : Matthias Mawson
- 1754-1797 : William Ashburnham
- 1798-1824 : John Buckner
- 1824-1831 : Robert Carr
- 1831-1836 : Edward Maltby
- 1836-1840 : William Otter
- 1840-1842 : Philip Shuttleworth
- 1842-1870 : Ashurst Gilbert
- 1870-1895 : Richard Durnford
- 1896-1907 : Ernest Wilberforce
- 1908-1919 : Charles Ridgeway
- 1919-1929 : Winfrid Burrows
- 1929-1958 : George Bell
- 1958-1974 : Roger Wilson
- 1974-2001 : Eric Kemp
- 2001-2012 : John Hind
- depuis 2012 : Martin Warner